# Takaya Kurokawa
Takaya Kurokawa (黒河貴矢?   nacido el 7 de abril de 1981 en Saijō (Ehime), Japón), es un portero que juega en la actualidad en el Albirex Niigata, de la J1 League.

## Trayectoria
Comenzó a jugar al fútbol en un club local, el Tambara, pero comenzó a destacar al unirse al prestigioso Municipal Funabashi High School, donde ganó los dos torneos más prestigiosos de Japón a ese nivel. Su gran labor bajo palos, siendo ya un asiduo en categorías inferiores, le valió un contrato en el Shimizu S-Pulse. En el Shimizu siguió creciendo como portero alternando partidos con el gran Sanada o con Hada. Su mejor año fue 2003, consagrado en la selección sub-22 y con gran protagonismo en el S-Pulse. En 2004 fue seleccionado como portero suplente para las Olimpiadas de Atenas, con Sogahata como refuerzo, por lo que no pudo jugar, y además perdió la titularidad en su club. Todo siguió empeorando con el fichaje de Nishibe en 2005, que desde el primer momento se haría con la portería. Ante la falta de oportunidades, fue cedido a dos equipos en 2006, el Verdy y el JEF, pero no llegó a debutar con ninguno. Kurokawa dio un bajón de forma inexplicable, y en 2007 ficharía por el Albirex Niigata, pero para ser cedido a un filial, el JSC. En apenas dos años había pasado de jugar las Olimpiadas con Japón a jugar en liga regional. Tras una temporada, el Albirex le haría contrato en el primer equipo, pero como suplente de Kitano, un joven portero que había crecido mucho ese mismo año. En 2010, Kitano se marcharía y Kurokawa heredó tanto su número 1 como su puesto de titular. Sin embargo, la mala suerte se cebó con él y en la segunda jornada se fracturó el hueso malar ante el Júbilo. Recuperó la titularidad tras una lesión de Higashiguchi en la jornada 14, pero volvió al banquillo con su vuelta. En 2011, su situación empeoró de nuevo por culpa de las lesiones, incluyendo una grave lesión en el tendón de Aquiles, lo que le hizo quedar como tercer portero, por detrás de Higashiguchi y del joven Watanabe.

## Estilo de juego
Portero de gran agilidad y reflejos, con grandes momentos de inspiración pero que sufre una tremenda irregularidad. Otro de sus puntos fuertes es el manejo del balón.

## Selección nacional
- 1998 Japón sub-17
- 1999 Japón sub-18
- 2000 Japón sub-19
- 2001 Japón sub-20 Mundial Juvenil de Argentina
- 2002 Japón sub-21 Torneo Toulon y 14º Juegos Asiáticos de Corea
- 2003 Japón sub-22
- 2004 Japón sub-23 Olimpiadas de Atenas

## Trayectoria
Juvenil
- 1989-1992 Tambara SS
- 1993-1996 Tambara Higashi E.S.
- 1997-1999 Municipal Funabashi H.S.

Profesional
- 2000-2006 Shimizu S-Pulse
- 2006-6/2006 Tokyo Verdy  ( Cedido)
- 6/2006-12/2006 JEF United Chiba  ( Cedido)
- 2007- Albirex Niigata
- 2007 Japan Soccer College  ( Cedido)

## Estadísticas
A 1 de diciembre de 2012
| Temporada | Equipo     | Dorsal | División          | Liga        | Liga      | Copa de la Liga | Copa de la Liga | Copa           | Copa           | Total       | Total |
| Temporada | Equipo     | Dorsal | División          | Apariciones | Goles     | Apariciones     | Goles           | Apariciones    | Goles          | Apariciones | Goles |
| --------- | ---------- | ------ | ----------------- | ----------- | --------- | --------------- | --------------- | -------------- | -------------- | ----------- | ----- |
| Japón     | Japón      | Japón  | Japón             | J1 League   | J1 League | Copa Nabisco    | Copa Nabisco    | Copa Emperador | Copa Emperador | Total       | Total |
| 2000      | Shimizu    | 24     | J1                | 1           | 0         | 1               | 0               | 0              | 0              | 2           | 0     |
| 2001      | Shimizu    | 20     | J1                | 7           | 0         | 0               | 0               | 5              | 0              | 12          | 0     |
| 2002      | Shimizu    | 20     | J1                | 11          | 0         | 2               | 0               | 0              | 0              | 13          | 0     |
| 2003      | Shimizu    | 20     | J1                | 24          | 0         | 3               | 0               | 0              | 0              | 27          | 0     |
| 2004      | Shimizu    | 20     | J1                | 4           | 0         | 0               | 0               | 1              | 0              | 5           | 0     |
| 2005      | Shimizu    | 1      | J1                | 5           | 0         | 1               | 0               | 0              | 0              | 6           | 0     |
| 2006      | Verdy      | 26     | J2                | 0           | 0         | -               | -               | -              | -              | 0           | 0     |
| 2006      | JEF United | 40     | J1                | 0           | 0         | 0               | 0               | 0              | 0              | 0           | 0     |
| 2007      | JSC        | 1      | 1.ª Hokushinsetsu | 14          | 0         | -               | -               | 2              | 0              | 16          | 0     |
| 2008      | Albirex    | 22     | J1                | 0           | 0         | 0               | 0               | 0              | 0              | 0           | 0     |
| 2009      | Albirex    | 1      | J1                | 0           | 0         | 1               | 0               | 0              | 0              | 1           | 0     |
| 2010      | Albirex    | 1      | J1                | 11          | 0         | 1               | 0               | 1              | 0              | 13          | 0     |
| 2011      | Albirex    | 1      | J1                | 0           | 0         | 1               | 0               | 0              | 0              | 1           | 0     |
| 2012      | Albirex    | 1      | J1                | 7           | 0         | 0               | 0               | 1              | 0              | 8           | 0     |
| Total     | Japón      | Japón  | J1                | 71          | 0         | 10              | 0               | 8              | 0              | 89          | 0     |
| Total     | Japón      | Japón  | J2                | 0           | 0         | -               | -               | -              | -              | 0           | 0     |
| Total     | Japón      | Japón  | 1.ª Hokushinsetsu | 14          | 0         | -               | -               | 2              | 0              | 0           | 0     |
| Total     | Total      | Total  | Total             | 85          | 0         | 10              | 0               | 10             | 0              | 105         | 0     |

## Palmarés

### Instituto
- 1997-1999 Funabashi Municipal High School
  - 1997 - Campeonato Nacional Japonés de Institutos 3.er Puesto 
  - 1998 - Campeonato Nacional Japonés de Institutos Campeón 
  - 1998 - Torneo Nacional de Atletismo Campeón 
  - 1999 - Campeonato Nacional Japonés de Institutos 3.er Puesto 
  - 1999 - 71º All Japan High School Soccer Tournament Campeón

### Clubes
- 2000-2005 Shimizu S-Pulse
  - 2000 - Recopa de la AFC Campeón 
  - 2001 - 81.ª Copa Emperador Campeón

### Selección nacional
- - 2002 - Torneo Toulon 3.er Puesto 
  - 2002 - 14º Juegos Asiáticos de Corea 2º Puesto